# Ciało kwadratowe
Ciało kwadratowe – ciało liczbowe o stopniu rozszerzenia 2 nad ciałem liczb wymiernych. Symbolicznie zbiór liczb wymiernych rozszerzony o {\displaystyle {\sqrt {D}},} gdzie {\displaystyle D} jest pewną bezkwadratową liczbą całkowitą zapisujemy jako {\displaystyle \mathbb {Q} ({\sqrt {D}})}. Ciała kwadratowe są najprostszymi nietrywialnymi ciałami liczbowymi i były jako pierwsze historycznie wnikliwie badane, co położyło podwaliny pod współczesną algebraiczną teorię liczb. Po dziś dzień ciała kwadratowe stanowią niewyczerpane źródło interesujących i trudnych problemów matematycznych oraz mają niezwykle ważne zastosowania praktyczne w obliczeniowej teorii liczb.

## Przykład
Przykładem ciała kwadratowego jest zbiór liczb postaci {\displaystyle a+b{\sqrt {2}},} gdzie {\displaystyle a} i {\displaystyle b} są liczbami wymiernymi, a działaniami zwykłe dodawanie i mnożenie.